# Del (команда)
del — команда в интерпретаторах командной строки COMMAND.COM, cmd.exe, 4DOS/4NT и Windows PowerShell операционных систем DOS, OS/2 и Microsoft Windows. Команда удаляет файлы и папки из файловой системы компьютера. Аналогичную команду rm имеет операционная система UNIX.

## Windows
Команда del используется только для удаления файлов. Удаление папок возможно только с использованием команды rmdir. Файлы не помещаются в Корзину, а удаляются сразу и безвозвратно.
В Windows PowerShell del и erase — встроенные обозначения для командлета Remove-Item, выполняющего аналогичную команде del функцию.

## Другие операционные системы
Также команда delete (или del) присутствует в операционных системах RT-11, RSX-11 и OpenVMS.